# Kirk Snyder
Pour les articles homonymes, voir Snyder.
Kirk Snyder, né le 5 juin 1983 à Los Angeles (Californie), aux États-Unis, est un joueur américain de basket-ball. Il évolue au poste d'arrière.